# Interlomas

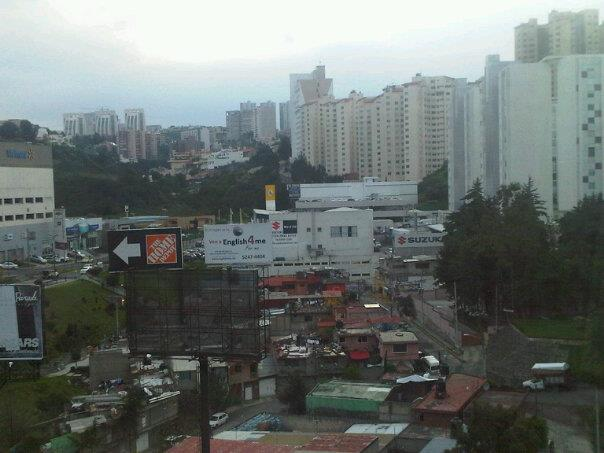
La desigualdad social y el contraste socioeconómico de las familias que habitan dicho fraccionamiento y las que lo hacen del lado de Naucalpan de Juárez, es notoria. Ambos lados y lugares se encuentran separados por un muro.

Interlomas, ubicado al sur del Estado de México colindando con Santa Fe en el norte de la Ciudad de México.

Interlomas es una zona ubicada en el municipio de Huixquilucan, Estado de México; al norte de Santa Fe (Cuajimalpa) en la Ciudad de México y al sur poniente del municipio de Naucalpan de Juárez. Se encuentra dividida en cuatro tipo de zonas de uso de suelo: corporativo, comercial, escolar y vivienda.

## Historia
Interlomas fue construido en lo que era antiguamente el «rancho Jesús del Monte», propiedad de Joaquín Flores, que fue adquirida por Joaquín de Dios Pradel el 7 de agosto de 1852. En 1905, se creó el proyecto de fraccionamiento «San Pedro», que dividió al mencionado rancho en 239 terrenos de acuerdo al Acta de Cabildo del 6 de marzo de 1905. Dichas divisiones dieron pie a la construcción de lo que hoy se conoce como Interlomas. La importancia de Interlomas comenzó a partir del año 1995 después de la creación de Santa Fe. Al querer imitar el ritmo de crecimiento, fue ocupando zonas que antes eran bosques, colinas y barrancas pertenecientes al rancho Jesús del Monte, y que se fue fraccionando en Lotes y luego en unidades familiares y comerciales.
Construida antiguamente sobre ríos de la zona de Cuajimalpa de Morelos.
A partir de 2000, tenía una tasa de crecimiento superior a la de Santa Fe. Con el tiempo, este centro urbano se convirtió en una de las zonas residenciales más exclusivas del país, así como un panorama urbano de varios edificios y más de 5 edificios que superan los 100 metros de altura.

## Edificios destacados

### Zona comercial
- Centro Comercial Interlomas: Su construcción comenzó en 1991[4]y en 1994 abrió sus puertas el primer centro comercial de la zona de Interlomas, el cual contaba con comercios como Las Galas (tienda departamental propiedad de Chedraui, que posteriormente pasó a manos de Suburbia), Aurrerá y Sanborns, pionera en su estilo, además de incursionar en los centros comerciales en una zona que originalmente sólo era residencial más no comercial.[5]
- Paseo Interlomas: En el año 2010 surge un nuevo centro comercial para la zona exclusiva de nombre "Paseo interlomas", inaugurado en enero de 2012, cuenta como tienda ancla la tienda departamental Liverpool, además de tener un diseño en forma de ovni, es uno de los centros comerciales con extravagante diseño, ubicado en la zona de Huixquilucan, en el Estado de México.[6]

### Zona residencial
- Residencial Manigua: Durante el mes de diciembre de 2021 se empieza a funcionar el servicio de la venta de depertamentos del edificio residencial llamado Manigua, dicho proyecto cuenta con departamentos que en total abarca desde 161 m2 hasta 320 metros cuadrados, con un conjunto con áreas verdes, además cuenta con una casa club.[7][8]